# Покушения на Александра Анкваба
На абхазского государственного деятеля Александра Анкваба в 2005—2012 годах было совершено на родине шесть покушений: четыре из них были совершены в период пребывания его в должности премьер-министра и по одному — в должностях вице-президента и президента Абхазии. Также во время президентства Анкваба трижды планировались покушения, которые так и не состоялись. После первых покушений экспертами и политическими деятелями Абхазии было высказано мнение, что они не направлены конкретно против Анкваба, а имеют целью дестабилизировать обстановку в республике. В дальнейшем большинство экспертов сошлись во мнении, что покушения на Анкваба организованы внутренними абхазскими силами, так как Анкваб боролся с влиянием криминальных структур в различных ветвях власти в республике.
В результате следственных действий была раскрыта преступная группа, причастная к покушениям 2007 и 2012 годов и связанная с террористической организацией «Имарат Кавказ». Десятерым её членам были предъявлены обвинения, из них один — генерал-майор Алмасбей Кчач покончил с собой при задержании. Генеральная прокуратура Абхазии потребовала для основных участников группы пожизненного заключения. Основной предполагаемый заказчик, бизнесмен Павел Ардзинба застрелен неизвестными в Абхазии 13 декабря 2017 года. Остальным в апреле 2017 года был вынесен приговор, назначивший наказание от 4 до 20 лет лишения свободы в зависимости от степени вины. Разыскивается ещё один из членов банды Рушбей Барциц.

## Список покушений
| Дата                  | Занимаемая должность | Место                              | Способ                                                                                                  | Результат |
| --------------------- | -------------------- | ---------------------------------- | --- | --- |
| 8 февраля 2005 года   | Премьер-министр      | село Ачадара, Сухумский район      | Обстрел кортежа Анкваба из стрелкового оружия.                                                          | Никто не пострадал. |
| 1 апреля 2005 года    | Премьер-министр      | село Ачадара, Сухумский район      | Обстрел кортежа Анкваба из стрелкового оружия.                                                          | Один охранник получил ранения в ногу. Анкваб не пострадал.                                                                      |
| 20 июня 2007 года     | Премьер-министр      | город Новый Афон, Гудаутский район | Подрыв фугаса на пути следования кортежа Анкваба.                                                       | Произошёл самопроизвольный подрыв установленного взрывного устройства раньше времени из-за удара молнии. Никто не пострадал.    |
| 9 июля 2007 года      | Премьер-министр      | село Лыхны, Гудаутский район       | Обстрел автомобиля Анкваба из гранатомёта.                                                              | Выстрел попал в багажник, Анкваб получил лёгкую контузию и осколочные ранения в спину.                                          |
| 23 сентября 2010 года | Вице-президент       | село Лыхны, Гудаутский район       | Обстрел дома Анкваба из гранатомёта.                                                                    | Анкваб получил лёгкие ранения в ногу и руку.                                                                                    |
| 17 августа 2011 года  | Президент            | село Алахадзы, Гагрский район      | Обстрел из снайперской винтовки во время встречи Анкваба с избирателями.                                | Планировавшееся покушение не состоялось.                                                                                        |
| ноябрь 2011 года      | Президент            | село Приморское, Гудаутский район  | Обстрел кортежа Анкваба из стрелкового оружия.                                                          | Участники нападения сочли невозможным безопасный отход после нападения и отказались от его совершения.                          |
| январь 2012 года      | Президент            | село Куланырхуа, Гудаутский район  | Подрыв фугаса на пути следования кортежа с последующим обстрелом автомобилей из гранатомёта и пулемёта. | Фугас не сработал, покушение пришлось перенести.                                                                                |
| 22 февраля 2012 года  | Президент            | село Куланырхуа, Гудаутский район  | Подрыв фугаса на пути следования кортежа с последующим обстрелом автомобилей из гранатомёта и пулемёта. | Погиб 1 и были ранены 3 охранника, один из которых скончался от ран в больнице, из президентского кортежа, Анкваб не пострадал. |

## Расследование
После первых двух покушений следствие выдвигало 3 версии: профессиональную, криминальную и внешнеполитическую. Первая была связана с деятельностью Анкваба на посту премьер-министра Абхазии — в этой должности он активно боролся с коррупцией в республике и ужесточил контроль за многими процедурами, чем могли быть недовольны местные предприниматели. Второе предположение базировалось на том, что, став премьер-министром, Анкваб занялся чисткой в кадрах власти, направленной на снижение влияния криминальных структур. Третья версия предполагала вмешательство Грузии или иных государств, с целью дестабилизации обстановки в республике.
Бронированный автомобиль Анкваба после покушения 9 июля 2007 года
После покушения 2007 года Сергей Багапш дал правоохранительным органам две недели на раскрытие этой и предыдущих попыток убийства премьер-министра, но никаких успехов это не принесло. Заместитель председателя Госдумы России Сергей Бабурин тогда осматривал джип Анкваба и сделал предположение, что покушение организовано внутриабхазскими силами и вмешательство из Грузии маловероятно. В это же время  и следствием была исключена версия грузинского вмешательства. После покушения 2010 года, когда был обнаружен хорошо укреплённый дзот для пулемётчика, обстреливавшего кортеж, Багапш запросил помощи российских правоохранителей, но это также не принесло успеха. После последнего покушения, произошедшего незадолго до парламентских выборов, Дмитрий Медведев предложил Абхазии помощь в проведении расследования.
12 апреля 2012 года по обвинению в причастности к организации покушения были задержаны Алхас и Тимур Хутаба, Анзор Бутба и Рамзи Хашиг. В ходе проведения обысков в домах задержанных было изъято большое количество стрелкового оружия с боеприпасами, гранатомёт «Аглень» и разгрузочные жилеты. 17 апреля при попытке задержания по обвинению в организации покушения в своей квартире в Гагре застрелился генерал-майор Алмасбей Кчач. 18 апреля Тимур Хутаба покончил с собой в камере СИЗО в Сухуме, повесившись на скрученной майке, в этот же день во время задержания попытался покончить с собой Муртаз Сакания. 21 апреля был объявлен в розыск Рушбей Барциц, являвшийся наряду с Бутбой совладельцем дробильно-сортировочного комбината в Хыпсте.
24 апреля следствием было установлено, что ещё одну попытку покушения фигуранты дела планировали на ноябрь 2011 года, но не смогли довести задуманное до конца «по не зависящим от них причинам». В мае 2012 года был задержан Тамаз Барциц, который позднее в связи с ухудшением здоровья был отпущен под подписку о невыезде. В то же время по подозрению в причастности к покушениям 2007 года были задержаны братья Эдлар и Эдгар Читанава. В доме последнего был обнаружен крупный арсенал, предназначенный для проведения террористических актов в Сочи. Сообщалось о связях задержанных как с застрелившимся ранее Алмасбеем Кчачем, так и с главой террористической организации «Абхазский джамаат» Рустаном Гицбой.
16 мая обвинения в организации покушения были предъявлены Бутбе, Хутабе и Хашигу, а через несколько дней — братьям Читанава, Барцицу и Сакании. Также в розыск был объявлен дальний родственник первого президента Абхазии — предприниматель Павел Ардзинба, контролировавший теневой бизнес республики; 13 декабря 2017 года он был застрелен неизвестными в своём «Мерседесе» на трассе Гудаута — Сухум около села Верхняя Эшера. Другой член банды Астамур Хутаба задержан в апреле 2013 года.
Судебные заседания по делу были начаты в Верховном суде Республики Абхазия 5 ноября 2013 года. В ходе расследования в качестве обвиняемых было привлечено 10 человек, один из которых скончался до начала суда, возбуждено 16 уголовных дел по различным статьям и выявлены 33 новых преступления. Согласно данным следствия несостоявшиеся покушения на Анкваба планировались в августе и ноябре 2011 и в январе 2012 года, также в рамках дела рассматривались покушения 9 июля 2007 года и 22 февраля 2012 года.
22 марта 2016 года Генеральная прокуратура Абхазии огласила обвинительную речь, в которой требовала для Анзора Бутба — 20 лет лишения свободы в колонии строгого режима, Алхасу и Астамуру Хутаба и Рамзи Хашиге — пожизненого лишения свободы, Тамази Барцицу — 11 лет лишения свободы в колонии строгого режима, братьям Читанава — по 20 лет лишения свободы в колонии строгого режима, Рустану Гицбе — 16 лет лишения свободы в колонии строгого режима, Муртазу Сакания — 8 лет лишения свободы в колонии строгого режима. В отношении Алмасбея Кчача уголовное дело решено прекратить по причине смерти обвиняемого.
После прений сторон суд назначил обвиняемым наказание в виде заключения: Рамзи Хашигу — сроком на 20 лет, Астамуру и Алхасу Хутаба — 20 и 19 лет соответственно, Эдлару и Эдгару Читанава — 15 и 14 лет, Рустану Гицба — 9 лет, а Муртазу Сатаба — 4 года, которые он уже отбыл во время следствия и суда. Также были удовлетворены гражданские иски на сумму более миллиона рублей.

### Комментарии
1. ↑  23 противотанковых гранатомёта.
2. ↑  Подразделение террористической организации «Имарат Кавказ».
3. ↑  Согласно части 2 статьи 52 УК Абхазии пожизненное заключение не назначается для лиц, достигших шестидесятипятилетнего возраста на момент вынесения приговора.